# Brook Park (Minnesota)
Brook Park – miasto w Stanach Zjednoczonych, w stanie Minnesota, w hrabstwie Pine.